# ¡Qué grande es el cine!
¡Qué grande es el cine! fue un programa de televisión dedicado al cine dirigido y presentado por José Luis Garci. Emitido los lunes a las 22:30h. por La 2 de Televisión Española entre febrero de 1995 y diciembre de 2005 el espacio nació como conmemoración del primer centenario del séptimo arte.

## Formato
El programa comenzaba con una breve presentación de su director y presentador, de unos diez minutos de duración, de la película que se emitía y de los invitados que participarían en su análisis. Tras la emisión de la película se daba paso a un coloquio posterior de aproximadamente 60 minutos en el que se analizaba la película, el contexto histórico del año en que se rodó, bibliografía y otras informaciones en el que participaban Garci y sus invitados, que variaban en cada emisión. 
La tertulia se encaraba hacia el final con un comentario personal sobre el plano, escena o secuencia preferida de cada uno de los participantes. Posteriormente, entraban los rótulos sobreimpresionados de los créditos del programa mientras seguían comentando la película y se cortaba la emisión silenciando esos comentarios, dando a entender que la tertulia había continuado aunque no se emitía completa para ajustar la duración del programa.

## Historia
El programa comenzó a producirse en enero de 1995, dedicándose la primera emisión a The Hustler, película dirigida por Robert Rossen, pero sus emisiones se iniciaron el 13 de febrero. Inicialmente la previsión era la emisión de 50 títulos pero el programa se mantuvo casi 11 años en antena con la proyección de 476 películas internacionales. De entrada no se incluyeron cintas españolas al haber otros programas dedicados el cine español en La 2 como Versión Española, aunque llegaron a hacerse algunos programas centrados en los clásicos del cine español bajo el nombre de ¡Qué grande es el cine español! y con una cabecera específica con la sintonía de Bienvenido, Mister Marshall.

"El cine es grande porque da cabida a todas las artes, y durante este siglo ha dado ya grandes obras maestras. Uno de los objetivos es recuperar la pasión cinéfila, incorporar a las nuevas generaciones. No hemos podido conseguir todas las películas que queríamos, por problemas jurídicos o de derechos de emisión, pero sí creemos que las elegidas son representativas de los autores seleccionados"
José Luis Garci (Diario El País, 1995) 

El hecho de contar casi siempre sólo con invitados masculinos, con puntuales excepciones como Beatriz Pérez Aranda o Clara Sánchez, entre los que se encontraban, entre otros, Eduardo Torres-Dulce, Antonio Giménez-Rico, Miguel Marías, Juan Tébar, Fernando Guillén, Eduardo Úrculo, Juan Manuel de Prada, Juan Cobos, Oti Rodríguez Marchante o Fernando Méndez Leite, fue una de las críticas más habituales que se recogió en la prensa del momento.

"Hay muchas mujeres cinéfilas. Podría contar con Rosa Montero, o Almudena Grandes, Josefina Molina, Chus Gutiérrez... Pilar Miró me decía "a ver cuándo me llevas a tu programa", pero ¡Qué grande es el cine! nació así y no lo voy a cambiar"
José Luis Garci (Diario El País, 1998) 

A pesar de ser un programa muy minoritario cosechó audiencias cercanas al 10% de cuota de pantalla y entre 500.000 y 1.000.000 de espectadores por emisión. Su última emisión, tras anunciarse su cancelación por parte de Televisión Española, se produjo el 26 de diciembre de 2005 con la emisión de la película Fresas salvajes dirigida por Ingmar Bergman, grabado el día 12 del mismo mes. En ese programa se produjo el consumo de tabaco por última vez ante las cámaras de televisión en España, una de las señas de identidad del programa, apenas 6 días antes de la entrada en vigor de la Ley Antitabaco que prohibía fumar en lugares como los centros de trabajo tanto públicos como privados.

"El programa era maravilloso y hubiera podido seguir porque costaba dos duros. Sobre todo era la gente que lo hacía: yo daba la entrada, pero lo fundamental eran ellos que no eran pedantes, hablaban de modo llano y transmitían muy bien su entusiasmo por el cine. Estaba abierto en el sentido de que allí había directores generales del PSOE, gente de una mentalidad más de derechas… Estaba abierto a todo el mundo"
José Luis Garci (Verne, 2015) 